# Станіслав Лем
Стані́слав Герман Лем (пол. Stanisław Herman Lem; 12 вересня 1921, Львів — 27 березня 2006, Краків) — польський письменник-фантаст єврейського походження. Найбільше перекладений польський письменник.

## Родина
Батьки письменника — Самуїл Лем (1879—1954; був військовим лікарем у австро-угорському війську) і Сабіна Лем (із дому Волнер, 1892—1979) — вважали себе не євреями, а поляками єврейського походження. Вони взяли шлюб у синагозі і брали участь в житті єврейської громади Львова. Самуїл разом зі своїм братом Фредериком належав до товариства підтримки єврейської молоді в отриманні вищої освіти (так званого «Товариства ригоризантів у Львові»).
Більшість дядьків і тіток Станіслава Лема загинули під час Голокосту (у 1941—1942 роках).

## Життєвий і творчий шлях
Дитячі та юнацькі роки Станіслава Лема минули у Львові, про що він розповів у автобіографічній книжці «Високий Замок» (1966).

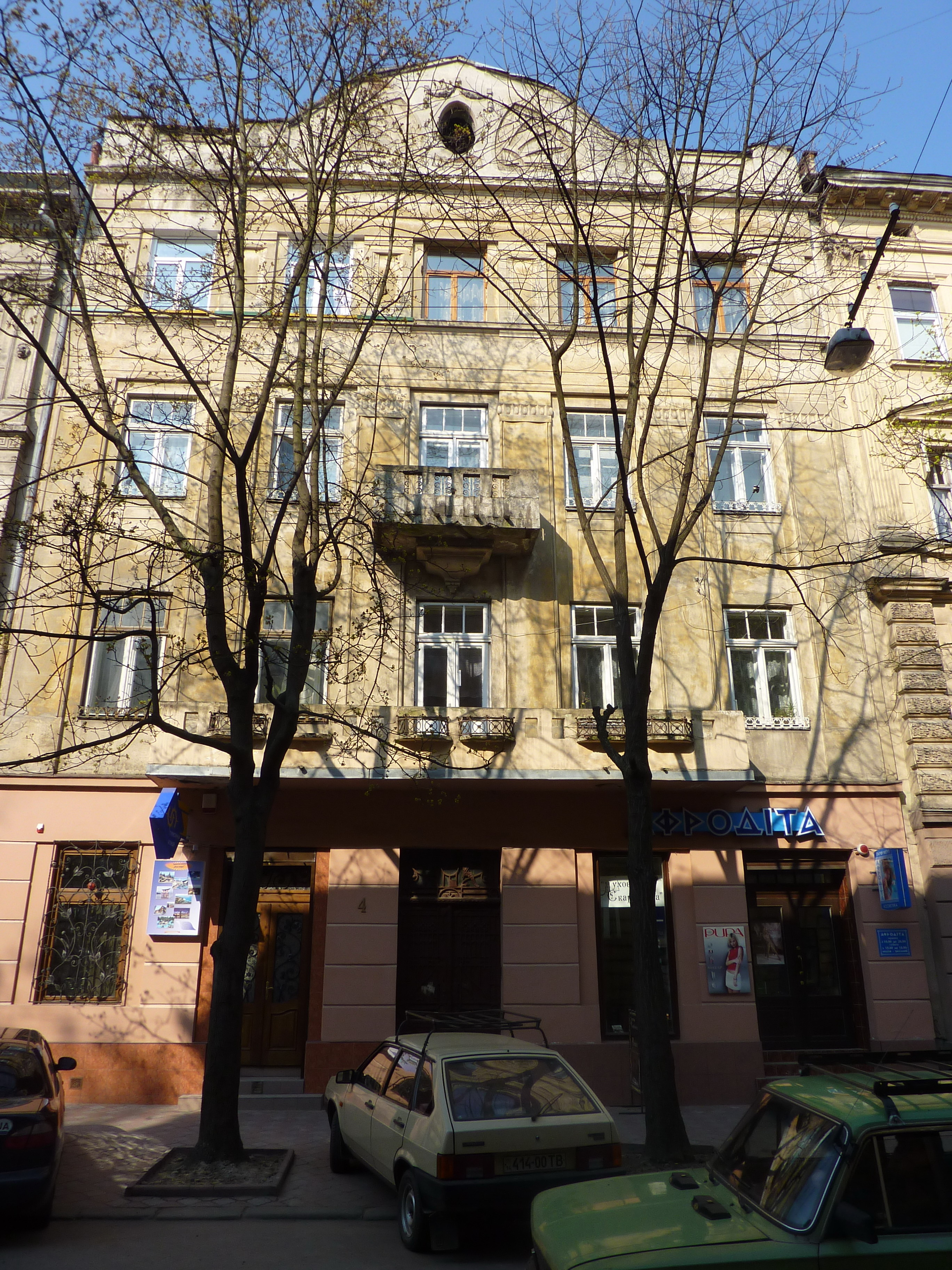
Будинок, в якому мешкав Лем у Львові (нині вулиця Богдана Лепкого, 4)

Навчався у 2-й львівській гімназії (нині Ліцей № 8 Львівської міської ради, розташована на вул. Підвальній, 2), де, зокрема, відвідував заняття з Мойсеєвої релігії (в атестаті зрілості він отримав з неї таку саму оцінку, як і зі всіх інших предметів — «дуже добре»).
Під час першої радянської окупації заможних львів'ян виселяли з дорогих квартир, але сім'ї Лема пощастило, їх не виселили а тільки підселили до них енкаведиста Смірнова.
у 1939 році Лем закінчив II міську гімназію імені Кароля Шайнохи (нині Ліцей № 8), де математику йому викладав професор Мирон Зарицький. І хоча Лем мріяв навчатися у Львівській політехніці, через «буржуазне» походження батька його не прийняли. За протекцією знайомих батька Лем вступив до новоствореного лікувально-профілактичного факультету Львівського медінституту. Німецька окупація Львова влітку 1941 року перервала його навчання.
У червні 1941 року місто було окуповане нацистською Німеччиною, і заняття в університеті припинилися. Багато родичів Станіслава загинули під час погрому. Приводом для погрому стало звинувачення євреїв у розстрілі ув'язнених «Бриґідках». Родич Лема, редактор популярної довоєнної єврейської газети «Chwila» Генрік Гешелес врятувався з в'язниці, але загинув під час антисемітського погрому. Його донька Яніна вижила і залишила спогади про події у Львові. Подробиць того, як Станіславу вдалося вижити у Львівському Голокості, відомо мало. Через багато років його дружина Барбара просила інтерв'юерів не ставити багато питань про той час, оскільки потім він не може заснути.
Відомо, що після погрому майбутній письменник брав участь у збиранні трупів; його переживання увійшли у побічний епізод роману «Голос Господа» (1968). 7 липня 1941 року окупаційна влада зажадала від усіх євреїв «до третього коліна» носити нашивку із зіркою Давида, і польський журналіст Войчех Орлінський припускає, що деякий час Станіслав її носив.
У другій половині року сім'я залишила квартиру на Браєрівській (нині вул. Лепкого) та переїхала спочатку на вулицю Бернштайна (нині вул. Шолом-Алейхема), а потім розділилася, і Станіслав став мешкати на вулиці Зеленій. Восени 1941 року йому вдалося влаштуватися у фірму із заготівлі вторинної сировини «Rohstofferfassung» як «автомеханіка та автоелектрика» — підтвердженням кваліфікації служили отримані до війни водійські права. За п'ять злотих на день Лем збирав містом залізний брухт і потім у гаражі розрізав його на частини. Можливо тоді ж Станіслав отримав кенкарту на ім'я вірменина Яна Донабідовича. Наявність «правильних» документів та роботи на деякий час давала надію на порятунок. Його батькам також вдалося уникнути депортації до Львівського гето. У своїх оповіданнях Лем згадував зв'язки з антифашистським підпіллям, але не повідомляв подробиць. Приблизно в лютому 1943 року, коли німці приступили до знищення останніх євреїв, що залишилися у Львові, Станіслав кинув роботу і почав ховатися. У ті кілька місяців, коли він мешкав у місті повністю нелегально, було написано його перший роман «Людина з Марса». Зошити з віршами, написаними в той же час, не збереглися. Де Лем мешкав з початку 1943 року до середини 1944 року, коли німців вибили із міста, невідомо.
Лем уникав розмов про своє єврейське походження та про мученицьку смерть більшої частини своєї родини під час Голокосту.
Але, як доводить біограф Станіслава Лема Аґнешка Гаєвська, власні дражливі спогади про часи Другої світової війни він зашифрував у своїх творах «Едем», «Повернення з зірок», «Голос Господа», «Соляріс», «Непереможний». Багато фактів біографії Лема, про які письменник волів не згадувати, Гаєвська встановила на підставі матеріалів, розшуканих в архівах Львова та Кракова: копії атестата Станіслава Лема, біографії його батька, долученого до подання на роботу, документів львівської єврейської ґміни тощо.
17 липня 1945 родина Лемів репатріювалася до Кракова, де Станіслав вступив на медичний факультет Ягеллонського університету.
Ще студентом він 1946 року друкував оповідання, а у 1948 році написав роман «Шпиталь Преображення», який згодом включив до трилогії «Незагублений час», значно «обтесавши» його під тиском тодішньої догматичної критики. Але й це не допомогло, і опублікувати трилогію він зміг лише у 1955 році, коли змінилася політична ситуація в країні.
Можливо, саме невдача із реалістичною прозою наштовхнула молодого автора на думку про фантастику. 1951 року вийшла у світ його книга «Астронавти». Успіх додав снаги, і письменник почав працювати досить-таки інтенсивно, видаючи майже щороку нову книгу: «Сезам» (1954), «Магелланова хмара» (1955), «Зоряні щоденники Йона Тихого» (1957), «Едем» (1959), «Вторгнення з Альдебарану» (1959), «Повернення з зірок» (1961), «Книга роботів» (1961), «Щоденник, знайдений у ванні» (1961), «Соляріс» (1961), «Вихід на орбіту» (1962), «Місячна ніч» (1963), «Казки роботів» (1964), «Непереможений» (1964), «Кіберіада» (1965), «Полювання» (1965), «Рятуймо космос» (1966), «Розповіді про пілота Піркса» (1968), «Ідеальна порожнеча» (1971), «Маска» (1976), «Нежить» (1976), «Повторення» (1979), «Голем XIV» (1981) та чимало інших творів. У 1988 році вийшов у світ ще один роман письменника «Фіаско».
Переважно це були твори класичної наукової фантастики (англ. Science Fiction) про космічні подорожі, роботів, далекі планети, а також твори сатирично-пародійні («Кіберіада», «Казки роботів», «Полювання», «Повторення»). Чимало зробив Лем у царині есеїстики, розмірковуючи над проблемами свого жанру, а через них — над шляхами розвитку науки, технічного прогресу і, зрештою, усього людства («Діалоги» (1957), «Сума технології» («Summa Technologiae») (1964), «Філософія випадку» (1968), «Фантастика та футурологія» (у 2-х томах, 1970), «Уявна величина» (1973), «Роздуми та шкіци» (1975), «Бібліотека XXI століття» (1986)).
Брався С. Лем і за традиційний детективний жанр («Слідство», 1959).

## Характеристика творчості
Головні герої творів Станіслава Лема: Ійон Тихий, пілот Піркс, професор Тарантога, вчені роботи Трурль та Кляпавцій. Кожен із них має свою «шухлядку», слугуючи за «фірмовий знак» певного піджанру, і їх неможливо уявити собі героями одного й того ж твору (скажімо, пілота Піркса та конструктора Трурля). Виробивши спочатку у книгах-циклах «Зоряні щоденники», «Розповіді про пілота Піркса» та «Кіберіада» своєрідні чисті культури трьох напрямків літературної фантастики (класична Science Fiction, белетризована фантастико-футурологічна есеїстика, пародійно-сатиричні «Казки роботів»), Лем потім не раз повертається до згаданих циклів, додаючи нові й нові розповіді. Так, одна з його книг «Suplement» («Додаток») цілком складається з нових історій про Йона Тихого, Трурля та Піркса.

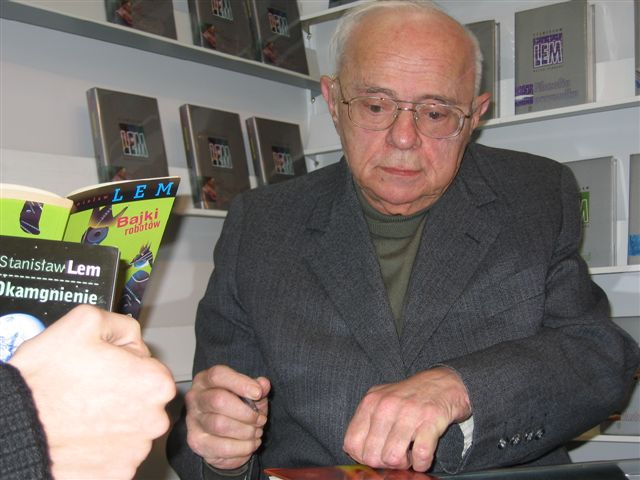
Станіслав Лем, Краків (Польща), 30 жовтня 2005

Перші новели циклу «Кіберіада», в якому автор об'єднав «Казки роботів», власне «Кіберіаду» та всі твори, що розповідають про пригоди конструкторів Трурля і Кляпавція, вийшли у світ у 1960-х роках. Шанувальники фантастики, які підійшли до книги з традиційною міркою, були, певно, здивовані. Адже сюжети більшості «казок роботів» цілком традиційні, фольклорні, із тих, що їх назбирав і розклав по структуралістичних поличках іще В. Пропп, хіба що де-не-де іронічно перекручені. «Фантастичність» книжки також була досить несерйозна, бурлескна — замість фольклорних вогнедишних зміїв у ній діяли якісь кібернетичні потвори, хоча і з цілком аналогічними функціями; місце «тридев'ятих царств» посіли віддалені галактики — оце й уся фантастика. Отже, спародійовані сюжети, спародійовані реалії, а що ж справжнє? Чи вся книга — лише пародія? Аж ніяк. Вдумливий читач знаходив у ній чимало дотепних спостережень цілком сучасної дійсності, гіркувато-іронічних, але досить глибоких роздумів про людину й людство.
Через кільканадцять років по виході «Кіберіади» Лем помістив у книзі «Маска» ще одну казку — розділ під назвою «Цифраньове виховання», що складається зі вступу та двох новел. Перша новела, що має назву «Розповідь першого розмороженого», незважаючи на увесь традиційний для «Кіберіади» антураж, не містить ані чогось фантастичного (навіть у фольклорному розумінні), ані навіть футурологічного, оскільки всі алюзії спрямовано тут винятково в минуле, давнє й недавнє. Отже, це своєрідна ретрологія у стилі Science Fiction. Лемові вдалося надрукувати її аж через десятиріччя після самої книги, бо «Розповідь…» — дошкульна, безжальна і насмішкувата пародія на сталінізм. Саме на сталінізм, як на втілену концепцію казарменого соціалізму, а не лише на «сталінщину», адже Лем не оминув своєю увагою ані ефемерних «відлиг», ані кишенькової гласності «у межах згори дозволеного», ані маріонеткових «демократизацій», які усе міняють, нічого не змінюючи.
«Цифраньове виховання» містить ще й «Розповідь другого розмороженого» — не менш гостру й дошкульну сатиру на сучасне суспільство, на дегуманізаційні процеси, що в ньому відбуваються. Це твір, який ніби стоїть на межі між пародійно-сатиричною фантастикою та белетризованою есеїстикою — жанром, до якого Лем звертався дуже охоче й досить успішно. Доказом цього є повість «Голос Неба». Твір, написаний як спогади вченого-математика Гоґарта про його участь у науковому проекті Master's Voice, розповідає про спробу розшифрування «зоряного листа» — таємничих сигналів, що напливають до Землі з певної точки Всесвіту у формі нейтринного випромінювання. Найвидатніші науковці — математики, фізики, хіміки, лінгвісти, філософи — об'єднують свої зусилля для розкриття таємниці «листа». Власне, це їх об'єднують, а не вони самі себе — урядовий проєкт під назвою Master's Voice тримається в цілковитій таємниці, його виконавці працюють ізольовано десь у пустелі, в лабораторіях, збудованих для якихось військових досліджень. Навіть назва проекту — «Голос Неба» — відбиває двозначність їхнього становища, бо не ясно, чийого голосу слід більше слухатися — Космосу чи Вашингтона, як жартує один із персонажів.
Вчені досягають безперечних успіхів — відкривають ряд нових явищ і законів у різноманітних сферах знань, навіть синтезують за допомогою «зоряного листа» дивовижну субстанцію. Але чи ці успіхи є успіхами в осягненні змісту «листа», чи «лист» просто послужив імпульсом для вивчення земної природи, земних законів? Та й не лише природи, а передусім людства: показово, що тільки-но синтезована субстанція розкриває можливість створення нової надпотужної зброї, одразу ж саме на цьому зосереджуються основна увага й зусилля, а коли ця надія зникає, послаблюється й урядовий інтерес до «зоряного листа». Гоґарт, від чийого імені ведеться розповідь, доходить до висновку, що космічне послання має за адресата цивілізацію зовсім іншого рівня, аніж земна, яку роздирають внутрішні конфлікти, яка витрачає свої сили у братовбивчих змаганнях.

## Остання книга Станіслава Лема
Такою є видана по смерті письменника в липні 2006 року у видавництві «Wydawnictwo Literackie» (Краків, Польща) посмертна збірка останніх текстів Станіслава Лема — «Раса хижаків. Останні тексти» (Stanisław Lem, «Rasa drapieżców. Teksty ostatnie»).
Фактично це збірка останніх публікацій Лема, які двічі на місяць друкувалися у тижневику «Tygodnik Powszechny». Редактор Томаш Фіалковський у післямові так визначив жанр цих публікацій: «Ці статті не є політичною публіцистикою: це радше спроба діагностування стану світу у всій його складності, сплетіння різнорідних ниток, сусідство яких часто вражає, але завжди є вмотивованим».
Спектр зацікавлень пана Лема був дуже широким, йому була притаманна манера несподівано змінювати об'єкт обговорення. Тематика його виступів надзвичайно різноманітна: тенденції розвитку суспільства, роль інтелектуалістів у сучасному світі, тероризм, війни, стихійні лиха, політика і політики Польщі та світу, література і наука, деградація людства, конфлікт і співіснування цивілізацій, культур та релігій — це все переплітається в кожній з публікацій.
Це прискіплива хроніка подій, написана людиною небайдужою, мудрою і досвідченою.

### Романи
| Рік видання | Переклад назви             | Оригінальна назва             |
| ----------- | -------------------------- | ----------------------------- |
| 1951        | Астронавти                 | Astronauci                    |
| 1955        | Шпиталь преображення       | Szpital Przemienienia         |
| 1955        | Магелланова хмара          | Obłok Magellana               |
| 1959        | Розслідування              | Śledztwo                      |
| 1959        | Едем                       | Eden                          |
| 1961        | Повернення з зірок         | Powrót z gwiazd               |
| 1961        | Рукопис, знайдений у ванні | Pamiętnik znaleziony w wannie |
| 1961        | Соляріс                    | Solaris                       |
| 1964        | Непереможний               | Niezwyciężony                 |
| 1966        | Високий замок              | Wysoki zamek                  |
| 1968        | Голос Неба                 | Głos Pana                     |
| 1971        | Футурологічний конгрес     | Kongres futurologiczny        |
| 1976        | Катар                      | Katar                         |
| 1982        | Огляд на місці             | Wizja lokalna                 |
| 1987        | Мир на Землі               | Pokój na Ziemi                |
| 1987        | Фіаско                     | Fiasko                        |

### Цикли повістей і оповідань

#### Казки роботів
Казки роботів (пол. Bajki robotów) — серія з 12 оповідань, опублікована 1964 р. в однойменному збірнику (крім оповідання «Загадка»).
| Рік видання | Переклад назви                                                   | Оригінальна назва                                 |
| ----------- | ---------------------------------------------------------------- | ------------------------------------------------- |
| 1964        | Троє електрицарів                                                | Trzej elektrycerze                                |
| 1964        | Уранові вуха                                                     | Uranowe uszy                                      |
| 1964        | Як Ерг Самозбудник блідавця переміг                              | Jak Erg Samowzbudnik Bladawca pokonał             |
| 1964        | Скарби короля Біскаляра                                          | Skarby krola Biskalara                            |
| 1964        | Дві потвори                                                      | Dwa potwory                                       |
| 1964        | Біла смерть                                                      | Biała śmierć                                      |
| 1964        | Як Мікромил і Гігаціян таке вчинили, що туманності порозбігалися | Jak Mikromil i Gigacyan ucieczkę mgławic wszczeli |
| 1964        | Казка про цифрову машину, що змагалася з драконом                | Bajka o maszynie cyfrowej, co ze smokiem walczyła |
| 1964        | Радники короля Гідропса                                          | Doradcy króla Hydropsa                            |
| 1964        | Автоматеїв друг                                                  | Przyjaciel Automateusza                           |
| 1964        | Король Глобарес і мудреці                                        | Król Globares i mędrcy                            |
| 1963        | Казка про короля Мурдаса                                         | Bajka o królu Murdasie                            |
| 1992        | Загадка                                                          | Zagadka                                           |

#### Кіберіада
Кіберіада (пол. Cyberiada) — низка філософських притч, які продовжують теми, підняті в циклі «Казки роботів». Оповідання публікувалися в декількох збірниках з 1964 по 1979 рр.
| Рік видання                       | Переклад назви | Оригінальна назва |
| --------------------------------- | --- | --- |
| 1964                              | Як уцілів Всесвіт | Jak ocalał swiat |
| 1964                              | Трурлева машина | Maszyna Trurla |
| 1964                              | Велика прочуханка | Wielkie lanie |
| Сім подорожей Трурля і Клапавція: | | |
| 1965                              | Подорож перша, або Гарганціянова пастка | Wyprawa pierwasza, czyli pulapka Gargancjana |
| 1965                              | Подорож перша «А», або Трурлів Електрибалт | Wyprawa pierwasza A, czyli Eletrybalt Trurla |
| 1965                              | Подорож друга, або пропозиція короля Жорстокія | Wyprawa druga, czyli oferta króla Okrucyusza |
| 1965                              | Подорож третя, або Дракони ймовірності | Wyprawa trzecia, czyli smoki prawdopodobieństwa |
| 1965                              | Подорож четверта, або про те, як Трурль, заради врятування королевича Пантарктика від мук кохання, застосував жінотрон і як потім довелося вдатись до дітомета | Wyprawa czwarta, czyli o tym, jak Trurl kobietron zastosował, królewicza Pantarktyka od mąk miłosnych chcąc zbawić, i jak potem do użycia dzieciomiotu przyszło |
| 1965                              | Подорож п'ята, або Жарти короля Балеріона | Wyprawa piąta, czyli o figlach króla Baleryona |
| 1965                              | Подорож п'ята «А», або Трурлева консультація | Wyprawa piąta A, czyli konsultacja Trurla |
| 1965                              | Подорож шоста, або Як Трурль і Кляпавцій Демона Другого Порядку створили, щоб подолати розбійника Морданя                                                      | Podróz szósta, czyli jak Trurl i Klapaucjusz demona drugiego rodzaju stworzyli, aby zboja Gebona pokonać                                                        |
| 1965                              | Подорож сьома, або як власна досконалість привела Трурля до біди                                                                                               | Podróż siódma, czyli o tym, jak własna doskonałość Trurla do złego przywiodła                                                                                   |
| 1965                              | Про королевича Фериція і королівну Кришталю | O królewiczu Ferrycym i królewnie Krystali |
| 1965                              | Казка про три машини-оповідачки короля Геніальйона | Bajka o trzech maszynach opowiadających króla Genialona |
| 1965                              | Альтруїзин, або оповідь про те, як пустельник Добрицій захотів ощасливити Космос і що з того вийшло                                                            | Altruizyna, czyli Opowieść prawdziwa o tym, jak pustelnik Dobrycy Kosmos uszczęsliwić zapragnął i co z tego wynikło                                             |
| 1971                              | Щаспобут | Kobyszcze |
| 1976                              | Цифраньове виховання | Edukacja Cyfrania |
| 1979                              | Повтор | Powtorka |

#### Розповіді про пілота Піркса
Розповіді про пілота Піркса (пол. Opowieści o pilocie Pirxie) — цикл науково-фантастичних оповідань, об'єднаних спільним героєм — пілотом Пірксом. До циклу входить роман «Фіаско». Перше окреме видання — 1968 рік; доповнене, з оповіданням «Ананке» — 1973.
| Рік видання | Переклад назви   | Оригінальна назва |
| ----------- | ---------------- | ----------------- |
| 1959        | Випробування     | Test              |
| 1963        | Умовний рефлекс  | Odruch warunkowy  |
| 1959        | Патруль          | Patrol            |
| 1959        | Альбатрос        | Albatros          |
| 1961        | Термінус         | Terminus          |
| 1963        | Полювання        | Polowanie         |
| 1965        | Розповідь Піркса | Opowiadanie Pirxa |
| 1965        | Випадок          | Wypadek           |
| 1968        | Слухання         | Rozprawa          |
| 1971        | Ананке           | Ananke            |

#### Зоряні щоденники Йона Тихого
Зоряні щоденники (пол. Dzienniki gwiazdowe) — цикл фантастичних оповідань, присвячених вигаданому астронавту і дослідникові космосу Йоні Тихому.
До циклу також входять романи «Мир на Землі», «Огляд на місці», «Футурологічний конгрес», цикл «Зі спогадів Йона Тихого».
| Рік видання | Переклад назви              | Оригінальна назва             |
| ----------- | --------------------------- | ----------------------------- |
| 1964        | 147 вихорів                 | Podróz siodma                 |
| 1966        | Подорож восьма              | Podróz ósma                   |
| 1960        | Подорож одинадцята          | Podróz jedenasta              |
| 1957        | Подорож дванадцята          | Podróz dwunasta               |
| 1956        | Подорож тринадцята          | Podróz trzynasta              |
| 1956        | Подорож чотирнадцята        | Podróz czternasta             |
| 1971        | Подорож вісімнадцята        | Podróz osiemnasta             |
| 1971        | Подорож двадцята            | Podróz dwudziesta             |
| 1971        | Подорож двадцять перша      | Podróz dwudziesta pierwsza    |
| 1954        | Подорож двадцять друга      | Podróz dwudziesta druga       |
| 1954        | Подорож двадцять третя      | Podróz dwudziesta trzecia     |
| 1953        | Подорож двадцять четверта   | Podróz dwudziesta czwarta     |
| 1954        | Подорож двадцять п'ята      | Podróz dwudziesta piąta       |
| 1954        | Подорож двадцять шоста      | Podróz dwudziesta szósta      |
| 1966        | Подорож двадцять восьма     | Podróz dwudziesta ósma        |
| 1999        | Остання подорож Йона Тихого | Ostatnia podróz Ijona Tichego |
| 1993        | Користь з дракона           | Pozytek ze smoka              |

#### Зі спогадів Йона Тихого
Зі спогадів Йона Тихого (пол. Ze wspomnień Ijona Tichego) — цикл гумористичних оповідань про пригоди космонавта Ійона Тихого.
| Рік видання | Переклад назви                                 | Оригінальна назва                                  |
| ----------- | ---------------------------------------------- | -------------------------------------------------- |
| 1960        | Зі спогадів Йона Тихого: I. Професор Коркоран. | Ze wspomnien Ijona Tichego: I. Profesor Corcoran.  |
| 1960        | Винахід професора Декантора                    | Ze wspomnien Ijona Tichego: II. Profesor Decantor. |
| 1960        | Зі спогадів Йона Тихого: III. Професор Зазул.  | Ze wspomnien Ijona Tichego: III. Profesor Zazul.   |
| 1961        | Зі спогадів Йона Тихого: IV. Фізик Мольтеріс.  | Ze wspomnien Ijona Tichego: IV. Fizyk Molteris.    |
| 1962        | Зі спогадів Йона Тихого: V. Пральна трагедія.  | Ze wspomnien Ijona Tichego: V. Tragedia pralnicza. |
| 1964        | Клініка доктора Вліпердіуса                    | Zakład doktora Vliperdiusa                         |
| 1964        | Доктор Діагор                                  | Doktor Diagoras                                    |
| 1964        | Рятуймо Космос (Відкритий лист Йона Тихого)    | Ratujmy kosmos (List otwarty Ijona Tichego)        |
| 1976        | Професор Доньда                                | Profesor A. Dońda                                  |

#### Абсолютний вакуум
Абсолютний вакуум (пол. Doskonała próżnia) — збірник рецензій на неіснуючі книги. Уперше повністю видано 1971 року.
| Рік видання | Переклад назви                                                              | Оригінальна назва                                                           |
| ----------- | --------------------------------------------------------------------------- | --------------------------------------------------------------------------- |
| 1971        | Абсолютний вакуум                                                           | Doskonała próżnia                                                           |
| 1971        | Марсель Коска: «Робінзонади»                                                | Marcel Coscat: «Les Robinsonades»                                           |
| 1970        | Патрик Ганнаган: «Гігамеш»                                                  | Patrik Hannahan: «Gigamesh»                                                 |
| 1971        | Саймон Меррілл: «Sexplosion»                                                | Simon Merrill: «Sexplosion»                                                 |
| 1970        | Альфред Целлєрман: «Группенфюрер Луї XVI»                                   | Alfred Zellerman: «Gruppenfürer Louis XVI»                                  |
| 1971        | Solange Marriot: «Rien du tout, ou la consequence»                          | Solange Marriot: «Rien du tout, ou la consequence»                          |
| 1971        | Joachim Fersengeld: «Perykalypsis»                                          | Joachim Fersengeld: «Perykalypsis»                                          |
| 1971        | Gian Carlo Spallanzani: «Idiota»                                            | Gian Carlo Spallanzani: «Idiota»                                            |
| 1971        | «Do Yourself a Book»                                                        | «Do Yourself a Book»                                                        |
| 1970        | Куно Млатьє: «Одіссей з Ітаки»                                              | Kuno Mlatje: «Odys z Itaki»                                                 |
| 1971        | Raymond Seurat: «Toi»                                                       | Raymond Seurat: «Toi»                                                       |
| 1970        | Alistar Waynewright: «Being Inc.»                                           | Alistar Waynewright: «Being Inc.»                                           |
| 1970        | Wilhelm Klopper: «Die Kultur als Fehler»                                    | Wilhelm Klopper: «Die Kultur als Fehler»                                    |
| 1971        | Cesar Kouska: «De Impossibilitate Vitae»; «De Impossibilitate Prognoscendi» | Cesar Kouska: «De Impossibilitate Vitae»; «De Impossibilitate Prognoscendi» |
| 1974        | Arthur Dobb: «Non serviam»                                                  | Arthur Dobb: «Non serviam»                                                  |
| 1971        | Альфред Теста: «Нова космогонія»                                            | Alfred Testa: «Nowa Kosmogonia»                                             |

#### Уявна величина
Уявна величина (пол. Wielkość urojona) вперше видана польським видавництвом «Wydawnictwa Czytelnik» у 1973 році. Складається з оглядів вигаданих книжок і рекламного проспекту до вигаданої «Екстелопедії Вестранда». Продовжує серію «літературних містифікацій», розпочату в книзі «Абсолютний вакуум».
| Рік видання | Переклад назви                              | Оригінальна назва                              |
| ----------- | ------------------------------------------- | ---------------------------------------------- |
| 1973        | Цезарій Стрибіш. Некробії.                  | Cezary Strzybisz: «Necrobie»                   |
| 1973        | Реджинальд Гуллівер. Ерунтика.              | Reginald Gulliwer: «Eruntyka»                  |
| 1973        | Історія бітичної літератури у п'яти томах   | Juan Rambellais… Historia literatury bitycznej |
| 1973        | Вестрандівська екстелопедія в 44 магнітомах | Ekstelopedia Vestranda w 44 magnetomach        |
| 1973        | Голем XIV                                   | Golem XIV                                      |

#### Бібліотека XXI століття
Бібліотека XXI століття (пол. Biblioteka XXI wieku) видана 1986 року. Книга продовжує серію літературних вигадок.
| Рік видання | Переклад назви                                                         | Оригінальна назва                                                      |
| ----------- | ---------------------------------------------------------------------- | ---------------------------------------------------------------------- |
| 1980        | Провокація                                                             | Prowokacja                                                             |
| 1982        | J. Johnson and S. Johnson: «One human minute»                          | Jedna minuta                                                           |
| 1983        | Das kreative Vernichtungsprinzip. The World as Holocaust               | Das kreative Vernichtungsprinzip. The World as Holocaust               |
| 1983        | Weapon System of the Twenty First Century or The Upside-down Evolution | Weapon System of the Twenty First Century or The Upside-down Evolution |

### Повісті і оповідання, що не ввійшли в цикли
| Рік видання | Переклад назви           | Оригінальна назва                    |
| ----------- | ------------------------ | ------------------------------------ |
| 1946        | Людина з Марса           | Człowiek z Marsa                     |
| 1947        | Кінець світу о восьмій   | Koniec świata o ósmej                |
| 1954        | Клієнт бога              | Klient Panaboga                      |
| 1954        | Кришталева куля          | Kryształowa kula                     |
| 1954        | ЕСІП                     | Electronic Subversive Ideas Detector |
| 1956        | Щур у лабіринті          | Szczur w labiryncie                  |
| 1957        | Автоінтерв'ю             | Autowywiad                           |
| 1958        | Вторгнення               | Inwazja                              |
| 1958        | Друг                     | Przyjaciel                           |
| 1959        | Вторгнення з Альдебарану | Inwazja z Aldebarana                 |
| 1959        | Молот                    | Młot                                 |
| 1959        | Темрява та пліснява      | Ciemność i pleśń                     |
| 1959        | Вихід                    | Exodus                               |
| 1961        | Формула Лімфатера        | Formuła Lymphatera                   |
| 1964        | Правда                   | Prawda                               |
| 1965        | Двоє молодих людей       | Dwóch młodych ludzi                  |
| 1972        | 137 секунд               | 137 sekund                           |
| 1976        | Маска                    | Maska                                |
| 1983        | Моє життя                | Mein Leben                           |
| 1996        | Матрац                   | Materac                              |
| 1996        | Пітвалі XXI століття     | Pitvale XXI wieku                    |

### П'єси
| Рік видання                    | Переклад назви                        | Оригінальна назва                   |
| ------------------------------ | ------------------------------------- | ----------------------------------- |
| 1955                           | Чи існуєте ви, містере Джонсе?        | Czy Pan istnieje, Mr. Johns?        |
| 1963                           | Вірний робот                          | Wierny robot                        |
| 1968                           | Листковий пиріг                       | Przekładaniec                       |
| 1976                           | Місячна ніч                           | Noc księżycowa                      |
| 2008                           | Плазування. Багатоактна дррама        | Korzenie. Drrama wieloaktowe        |
| П'єси про професора Тарантогу: |                                       |                                     |
| 1963                           | Подорож професора Тарантоги           | Wyprawa profesora Tarantogi         |
| 1963                           | Чорна кімната професора Тарантоги     | Czarna komnata profesora Tarantogi  |
| 1963                           | Дивний гість професора Тарантоги      | Dziwny gość profesora Tarantogi     |
| 1975                           | Приймальна година професора Тарантоги | Godzina przyjęć profesora Tarantogi |

### Філософія, футурологія та публіцистика
| Рік видання | Переклад назви                            | Оригінальна назва           |
| ----------- | ----------------------------------------- | --------------------------- |
| 1957        | Діалоги                                   | Dialogi                     |
| 1964        | Сума технології                           | Summa technologiae          |
| 1968        | Філософія випадку                         | Filozofia przypadku         |
| 1970        | Фантастика та футурологія                 | Fantastyka i futurologia    |
| 1996        | Таємниця китайської кімнати (збірник есе) | Tajemnica chińskiego pokoju |
| 1999        | Мегабітова бомба (збірник есе)            | Bomba megabitowa            |
| 2000        | Миттєвість (збірник есе)                  | Okamgnienie                 |
| 2003        | Мій погляд на літературу                  | Mój pogląd na literaturę    |
| 2006        | Раса хижаків                              | Rasa drapieżców             |

## Українські переклади
- Повернення з зірок. — Львів: Каменяр, 1965 (переклад Івана Бречака, А. Кисіля та Софії Скирти).
- Катар. — Львів: Каменяр, 1982. — 136 с. (переклад Івана Сварника).
- Голем XIV (у збірці «У сріблястій місячній імлі».) — Київ: Веселка, 1986 (переклад Юрія Попсуєнка).
- Професор Доньда // Всесвіт. — 1988. — № 4 (переклад Олега Короля).
- Одна хвилина людства // Всесвіт. — 1988. — № 4 (переклад Олександра Гриценка).
- Кіберіада (Збірка творів С. Лема, в тому числі: «Казки роботів», «Сім подорожей Трурля і Кляпавція», «Голем XIV», «Нежить», «Голос неба» та ін.). — К.: Дніпро, 1990. — 815 с. — ISBN 5-308-00727-6.
- Фіаско // Всесвіт. — 1990. — № 2—5 (переклад Дмитра Андрухіва).
- Соляріс. — Київ: ВВФ «Котигорошко» ЛТД, 1996 (переклад Дмитра Андрухіва), — 190 с. — ISBN 5-7707-7796-6
- Високий Замок. — Львів: ЛА «Піраміда», 2002. — 164 с. — ISBN 966-7188-67-1 (переклад Лариси Андрієвської).
- Апокрифи. — Львів: Літопис, 2002. — 456 с.
- Голем XIV. — Львів: Літопис, 2002. — 144 c. (переклад Андрія Поритка).
- Соляріс. — Львів: Кальварія, 2005. — 200 с. (переклад Дмитра Андрухіва) — ISBN 966-663-154-7.
- Мегабітна Бомба - Львів: Наутілус,[15] 2005 - 240 с. (переклад Ірина Кияк)

Серія «П'ятикнижжя Лемове»
- Лем С. Казки роботів. Кіберіада. Маска. Пер. з пол.: Юрій Попсуєнко та інші[16]. — Тернопіль: НК-Богдан, 2016. — 528 с. — ISBN 978-966-1045-32-2. («П'ятикнижжя Лемове», том 1)
- Лем С. Едем. Соляріс. Повернення із зірок. Непереможний. Пер. з пол.: Дмитро Андрухів та інші[17] — Тернопіль: НК-Богдан, 2016. — 768 с. — ISBN 978-966-1045-35-3. («П'ятикнижжя Лемове», том 2)
- Лем С. Із зоряних щоденників Ійона Тихого. Зі спогадів Ійона Тихого. Мир на Землі. Пер. з пол.: Роман Терещенко та інші[18]. — Тернопіль: НК-Богдан, 2017. — 608 с. — ISBN 978-966-10-4536-0. («П'ятикнижжя Лемове», том 3)
- Лем С. Футурологічний конгрес. Розповіді про пілота Піркса. Голем XIV. Фіаско. Пер. з пол.: Роман Терещенко та інші[19]. — Тернопіль: НК-Богдан, 2017. — 880 с. — ISBN 978-966-10-4537-7. («П'ятикнижжя Лемове», том 4)
- Лем С. Високий замок. Шпиталь преображення. Людина з Марса. Ранні оповідання[20]. Пер. з пол.: Ірина Шевченко та інші[21]. — Тернопіль: НК-Богдан, 2017. — 720 с. — ISBN 978-966-10-4538-4. («П'ятикнижжя Лемове», том 5)

Серія «Шестикнижжя Лемове»
- Лем С. Слідство. Катар. Щоденник, знайдений у ванні. П'єси[22]. Пер. з пол.: Іван Сварник, Олекса Негребецький, Олег Король. — Тернопіль: Богдан, 2021. — 632 с. — ISBN 978-966-10-6651-8. («Шестикнижжя Лемове», том 2)

## Пам'ять
- На честь Лема названа мала планета 3836 Lem, яку 22 вересня 1979 року відкрив Микола Черних у Кримській астрофізичній обсерваторії.
- 12 вересня 2021 року відбулося урочисте відкриття меморіальної таблиці Станіславу Лему на фасаді будинку на вул. Лепкого, 4 у Львові, де мешкала родина Лемів[23]. Того ж дня у Львові відкрили мурал, присвячений Станіславу Лему. Він намальований на стіні компресорної станції старого трамвайного депо (нині — територія креативного простору «Lem Station») на вул. Вітовського, 57. Мурал відкрили у межах спільного проєкту з польським містом Катовиці «Нам не потрібні інші світи. Нам потрібні дзеркала». Його створили митці Віталій та Сергій Грехи[24].
- 18 травня 2023 року Київська міська рада перейменувала провулок Ржевський на провулок Станіслава Лема.[25]. 18 серпні 2022 року громадському простору на перехресті вулиць Сахарова та Вітовського біля креативного центру Lem Station присвоїли назву площа Станіслава Лема.[26]